# João Henriques
João Alexandre Oliveira Nunes Henriques (Tomar, 31 de outubro de 1972), mais conhecido por João Henriques, é um treinador de futebol português. Após uma carreira na qual passou por várias divisões do futebol do seu país, bem como pela Arábia Saudita e Emirados Árabes Unidos, João Henriques estreou-se na primeira divisão portuguesa em 2017-18, ao serviço do Paços de Ferreira. Em 2018-19, levou o Santa Clara à sua melhor época de sempre no principal campeonato do futebol português, com 42 pontos e o 10.º lugar final (dois recordes para o clube). Em 2019-20, tornou-se no primeiro treinador de sempre a levar uma equipa açoriana a uma terceira temporada na primeira divisão.

## Carreira

### Início de Carreira
João Henriques começou a sua carreira de treinador com 23 anos, enquanto treinador estagiário na equipa de sub-19 do Sporting Clube de Portugal. A partir daí, o técnico iniciou um percurso como treinador adjunto, em formações como União de Tomar, Atlético Riachense, Abrantes, CD Fátima ou UD Rio Maior, equipas que competiam na III divisão ou II B do futebol português. 
O seu primeiro trabalho como técnico principal foi no Atlético Riachense, em 2004-05, ficando em 7.º lugar da série D da III divisão.[carece de fontes?] Nas épocas seguintes, João Henriques orientou CD Torres Novas e União Almeirim, competindo nos diversos níveis da Associação de Futebol de Santarém. Em 2007-08, venceu a 1.ª divisão da AF Santarém com o CD Torres Novas. Em 2012-13, o técnico rumou à Arábia Saudita, para ser treinador adjunto do Al-Ahli Jeddah, trabalhando também na formação do clube. Em 2014-15, foi para os Emirados Árabes Unidos, para trabalhar no Al Wahda, como técnico adjunto dos sub-23 do clube. Em 2015, João Henriques regressou a Portugal para orientar o Fátima. Em 2015-16, João Henriques levou o clube a vencer a 1.ª divisão da AF Santarém, conduzindo o Fátima de volta aos campeonatos nacionais. Em 2016-17, após orientar o Fátima em 10 encontros, com seis vitórias, um empate e três derrotas,[carece de fontes?] João Henriques abandonou o clube.

### Leixões
Em 2017-18, João Henriques rumou ao Leixões, onde começou por ser treinador adjunto de Daniel Kenedy. No entanto, após somente quatro partidas, Kenedy abandonou o cargo e foi substituído como treinador principal por João Henriques. O técnico fez, assim, a sua estreia na Segunda Liga do futebol português a 23 de agosto de 2017, numa vitória, por 1-0 do Leixões frente ao FC Porto B.[carece de fontes?]
João Henriques dirigiu 16 partidas na Segunda Liga 2017-18, com sete vitórias, sete empates e duas derrotas. Quando o técnico abandonou o Leixões, em janeiro de 2018, a equipa estava na 4.º posição do campeonato, a apenas dois pontos de distância dos lugares de subida à Primeira Liga do futebol português, e terminaria a temporada em 8.º. Na Taça de Portugal, o Leixões de João Henriques eliminou o Sourense e o Tondela, equipa da Primeira Liga, antes de ser eliminado, na 4.º eliminatória, pelo Farense. Também na Taça da Liga o Leixões conseguiu bater-se com equipas da Primeira Liga. No grupo D da prova, a equipa de João Henriques derrotou o Paços de Ferreira, por 1-0, e conseguiu empatar, a zero, no Estádio do Dragão contra o FC Porto que se sagraria campeão nacional. Uma derrota, por 3-2, frente ao Rio Ave, também da Primeira Liga, impediu que o Leixões conseguisse chegar às meias-finais.[carece de fontes?] O trabalho de João Henriques no Leixões levou à valorização de vários jogadores, como se vê pelas estreias do guarda-redes André Ferreira ou do médio Stephen Eustáquio nas convocatórias da seleção nacional sub-21.

### Paços de Ferreira
A 12 de janeiro de 2018, João Henriques foi anunciado como novo treinador do Paços de Ferreira. O técnico assumiu a equipa quando esta, à jornada 18 da Primeira Liga, tinha somente 15 pontos somados, fruto de três vitórias, seis empates e nove derrotas, encontrando-se na 14.ª posição. O Paços já não vencia há nove partidas, no entanto, na estreia de João Henriques na Primeira Liga, a 21 de janeiro de 2018, a equipa venceu, por 2-0, o Desportivo das Aves. Na jornada seguinte, os “castores” voltaram a ganhar, derrotando, por 2-1, o Feirense. Foi a primeira vez na época 2017-18 que o Paços somou duas vitórias seguidas. A 11 de março de 2018, o Paços bateu, por 1-0, o FC Porto, na segunda vez na época em que João Henriques conseguiu travar a equipa que se sagraria campeão nacional.[carece de fontes?] No entanto, quatro derrotas e dois empates nas seis últimas jornadas do campeonato levaram a que o Paços terminasse a competição no 17.º lugar, selando a despromoção à Segunda Liga. A 21 de maio de 2018, João Henriques e o Paços de Ferreira acordaram terminar o contrato que unia clube e treinador.

### Santa Clara
A 31 de maio de 2018, o Santa Clara anunciou que João Henriques era o técnico escolhido para liderar o clube açoriano no seu regresso à Primeira Liga 15 anos depois. A 12 de agosto de 2018, João Henriques fez a sua estreia no banco do Santa Clara na Primeira Liga, com uma derrota, por 1-0, contra o Marítimo. À 4.ª jornada do campeonato, o Santa Clara bateu, por 4-2, o Boavista,[carece de fontes?] conseguindo João Henriques o seu primeiro triunfo no campeonato com os açorianos, que não ganhavam um jogo no principal escalão do futebol português há 5585 dias. O técnico foi eleito pela Liga Portugal o 3.º melhor treinador do mês de setembro. O Santa Clara chegou à 7.ª jornada com 11 pontos somados, conseguindo assim o melhor arranque de campeonato da sua história. A 18 de janeiro de 2019, o Santa Clara anunciou a renovação de contrato do seu técnico até 2020. A Liga Portuguesa 2018-19 foi histórica para o Santa Clara, com a equipa de João Henriques a conseguir os melhores registos da história do clube: o 10.º lugar final foi a melhor classificação de sempre do Santa Clara e os 42 pontos somados a maior quantidade de pontos que o clube açoriano alguma vez obteve. Os 43 golos apontados foram, também, um máximo histórico para o clube. Na Taça de Portugal, o Santa Clara começou por eliminar o Maria da Fonte, caindo, por 2-1, contra o Chaves na 4.º eliminatória da competição. Já na Taça da Liga, a equipa foi eliminada, nos penaltis, pelo Aves na 2.ª fase da prova.[carece de fontes?]
Na temporada 2019-20, João Henriques continuou como treinador do Santa Clara. Após começar a Liga perdendo contra o Famalicão, a equipa açoriana derrotou, por 1-0 e 2-0, o Paços de Ferreira e o Moreirense e empatou, a zero, com Belenenses SAD e Tondela nas quatro rondas seguintes. Foi a primeira vez na história em que o Santa Clara conseguiu estar quatro jornadas seguidas sem encaixar qualquer golo na Primeira Liga. Entre janeiro e fevereiro de 2019, a equipa de João Henriques bateu, de maneira consecutiva, Famalicão, Paços de Ferreira, Belenenses SAD e Tondela. Foi a primeira vez na história que o Santa Clara somou quatro triunfos seguidos na Primeira Liga.[carece de fontes?] Após a paragem da competição devido à pandemia da Covid-19, o Santa Clara instalou-se em Lisboa, onde permaneceu para disputar as últimas 10 jornadas da Primeira Liga, treinando e jogando na Cidade do Futebol, para “salvaguardar a saúde pública”. Assim, todo o plantel e staff técnico chegou a Lisboa no dia 30 de maio e realizou o seu primeiro jogo a 5 de junho de 2020, batendo o Sporting de Braga. Após empates contra Vitória de Setúbal (2-2) e Portimonense (1-1), o Santa Clara fez história ao vencer, por 4-3, o Benfica no Estádio da Luz a 23 de junho de 2020.[carece de fontes?] Foi a primeira vitória de sempre da equipa açoriana em casa de qualquer um dos três grandes do futebol português. Na jornada 30 da Primeira Liga 2019-20, o Santa Clara garantiu matematicamente a manutenção na prova, conseguindo novo feito histórico: nunca uma equipa açoriana havia estado na principal divisão do futebol português por três temporadas seguidas. João Henriques é, com 65 partidas, o técnico do Santa Clara que orientou a equipa em mais jogos na Primeira Liga. Com João Henriques no banco, o Santa Clara conseguiu realizar as duas maiores vendas da sua história: Kaio, vendido em 2019-20 para o Krasnodar por 3 milhões de euros e Fernando Andrade, vendido por 1,5 milhões de euros ao FC Porto em janeiro de 2019.